# Philip Larkin

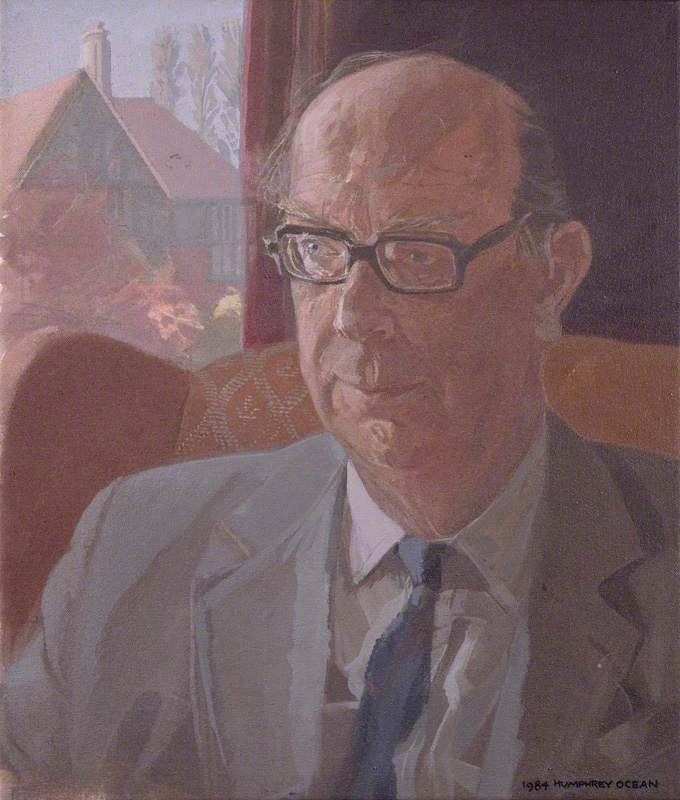

Philip Arthur Larkin (Coventry, 9 augustus 1922 – Hull, 2 december 1985) was een Engels schrijver, dichter en jazz-criticus. Hij werd geassocieerd met The Movement.
Philip Larkin werd geboren als zoon van Sydney Larkin, wethouder van Financiën ("city treasurer") van Coventry, en Eva Emily Day. Hij ging naar school in het City's King Henry VIII School in Coventry, daarna ging hij naar St. John's College van de Universiteit van Oxford. Hij kon hier met enig geluk zijn diploma behalen. De oorlog was namelijk al begonnen en Larkin werd opgeroepen door het Britse leger maar werd afgekeurd doordat hij slecht zag. 
Na zijn studie ging Larkin weer bij zijn ouders wonen, waarna hij in 1943 bibliothecaris werd in Shropshire. Eerder al, in 1940, was Larkins eerste gedicht 'Ultimatum' gepubliceerd in The Listener, en ook in 1943 verschenen A Stone Church Damaged By A Bomb, 'Mythological Introduction' en I dreamed of an out-thrust arm of land in het blad Oxford Poetry; nu hij bibliothecaris was, ging hij gewoon verder met het schrijven en publiceren van gedichten. In 1946 verscheen zijn eerste novelle Jill en vlak daarna, in 1947, werd A Girl in Winter uitgebracht. Larkin was ondertussen bibliothecaris aan de Universiteit van Leicester, daarna ging hij naar de Universiteit van Belfast. In Belfast werd XX poems gepubliceerd.
Larkin schreef verscheidene werken onder het pseudoniem Brunette Coleman, waaronder de novelles Michaelmas Term at St Brides (een verwijzing naar Somerville College, Oxford) en Trouble at Willow Gables.
Larkin verhuisde weer en werd bibliothecaris in Hull in het jaar 1955. Het was in dat jaar dat zijn bundel The Less Deceived gepubliceerd werd. Deze bundel geldt als zijn belangrijkste bundel.Enkele jaren later begon Larkin met het schrijven van jazz-recensies voor The Daily Telegraph; dit bleef hij doen tot in 1971. Later werden deze recensies gebundeld in 'All what Jazz'. Ondertussen had hij in 1964 een nieuwe gedichtenbundel, The Whitsun Weddings, uitgebracht, waarvoor hij enkele prijzen ontving. Zijn laatste gedichtenbundel High Windows dateert van 1974. 
Larkin was een gevierd schrijver en dichter, en ontving vele prijzen, waaronder de CBE en The German Shakespeare-Prize.

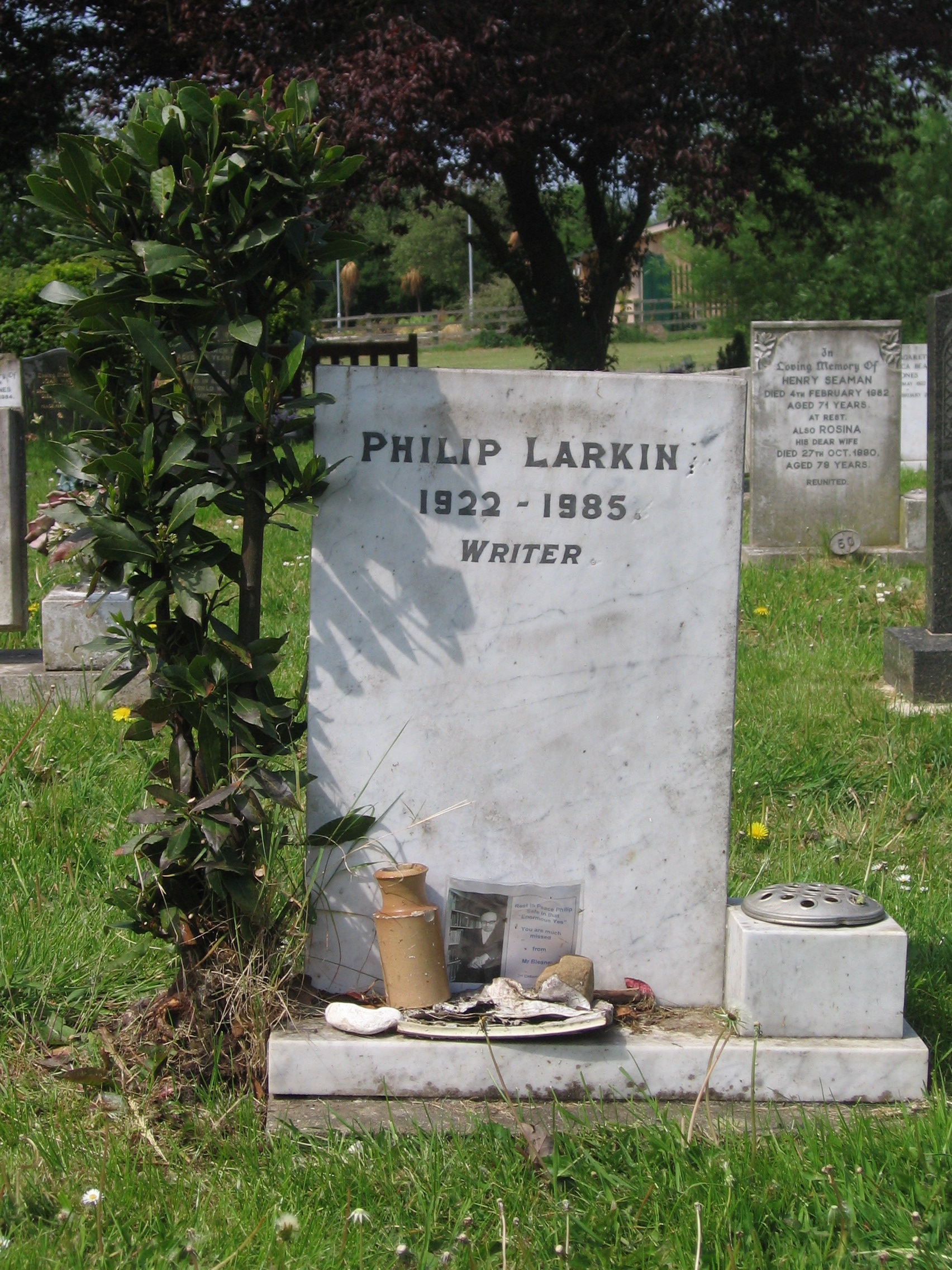
Grafsteen op de gemeentelijke begraafplaats van Cottingham.

In 1982 werd Larkin professor aan de Universiteit van Hull. In 1984 werd hij verkozen tot Lid van Bestuur van de British Library. In 1984 kreeg Philip Larkin ook de kans om Poet Laureate te worden na de dood van John Betjeman maar uit principe accepteerde hij de titel niet. Hij dacht namelijk dat hij, mede door zijn achteruitgaande gezondheidstoestand, zijn 'poëtische gave' nagenoeg kwijt was. In plaats van Philip Larkin werd Ted Hughes de nieuwe Poet Laureate.
In 1985 moest Philip Larkin worden opgenomen in het ziekenhuis ten gevolge van slokdarmkanker. Hij ontving nog de Order of the Companion of Honour, een prijs voor zijn verdiensten in kunst, literatuur, religie of wetenschap, maar hij kon zelf niet meer aanwezig zijn op de uitreiking in Buckingham Palace. Nog datzelfde jaar stierf hij op 63-jarige leeftijd. 